# Grand Palais : Chicha Lounge
Grand Palais : Chicha Lounge est une série télévisée française dramatique créée par Florent Sauze et Niels Rahou diffusée sur France.tv Slash depuis le 15 décembre 2023.
Le rappeur marseillais Elams est en tête d'affiche de cette série ainsi que les acteurs principaux Orane Hadjajd, Eva Huault, Léa Persia, Bruce Dombolo, Föed Amara et Leïdana Abdallah.

## Synopsis
Un bar à chicha nommé le Grand Palais, tenue par la propriétaire Ouarda, est menacé de fermeture en raison du changement du profil économique et social du quartier. Jassim, employé d'un cabinet de promoteurs immobiliers a été chargé de racheter le lieu et de convaincre la propriétaire de lui céder le bar. Celui-ci va donc tenter de se rapprocher de Ouarda pour parvenir à ses fins.

## Fiche technique
- Titre : Grand Palais : Chicha Lounge
- Création : Florent Sauze
- Réalisation : Florent Sauze et Aniss Allali
- Scénario : Florent Sauze et Niels Rahou
- Décors : Audric Kaloustian
- Photographie : Fabio Caldironi
- Montage : Léo Gatelier et Laurence Bawedin
- Son : Patrice Daudin et Yann Lemapihan
- Montage son: Cyprien Vidal, Yohann Bernard et Lenny Moreau
- Mixage: Antoine Pradalet
- Musique : Spike Miller, Stillnas, Liaz, Elams, Tuerie, Srk Prod et Amine Guedja
- Production : Marc Benoît Créancier
- Sociétés de production : France Télévisions et Easy Tiger
- Pays d'origine :  France
- Langue originale : français
- Format : couleur
- Genre : drame

## Distribution

### Acteurs Principaux
- Orane Hadjadj : Ouarda, propriétaire du Grand Palais
- Elams : Treizor, le rappeur du Grand Palais
- Föed Amara : Jassim, l’agent immobilier
- Eva Huault : Agnès, dite "Wonder", la serveuse
- Bruce Dombolo : Maurice dit "Mo", l'agent de sécurité
- Léa Persia : Charlène
- Mourad Tahar Boussatha : Yanis dit "Saint-Laurent"
- Théo Navarro-Mussy : Ben
- Naïm Touat : Driss
- Leidana Abdallah : Mounia

### Acteurs Récurrents
- Hammou Graïa : Abderrahim, le père de Jassim
- Grégory Petras : Bertrand Quillot, le collègue de Jassim
- Fouad Mbae : DJ Doums
- Ayadan Hullmann-Bennouioua : Amir, l'enfant de Ouarda
- Hatika Karaoui : Fouzia, la mère de Ouarda
- Isalinde Giovangigli : Christine Vidal

### Invités
- Iambillies : elle-même (épisode 2)
- Akim Omiri : lui-même (épisode 3)
- SAF : lui-même (épisode 4)
- Kader Bueno : lui-même (épisode 5)
- DJ Hamida : lui-même (épisode 6)
- Jimmy La Loutre : un jeune du Grand Palais (épisode 10)